# Agunnaryds socken
Agunnaryds socken (uttalas [agu´nnaryd]) i Småland ingick i Sunnerbo härad i Finnveden, ingår sedan 1971 i Ljungby kommun och motsvarar från 2016 Agunnaryds distrikt i Kronobergs län.
Socknens areal är 142,16 kvadratkilometer, varav land 120,10. År 2000 fanns här 634 invånare. Tätorten Agunnaryd med sockenkyrkan Agunnaryds kyrka ligger i socknen. 

## Administrativ historik
Agunnaryds socken har medeltida ursprung. 
Vid kommunreformen 1862 övergick socknens ansvar för de kyrkliga frågorna till Agunnaryds församling och för de borgerliga frågorna till Agunnaryds landskommun. Landskommunen uppgick sedan 1952 i Ryssby landskommun som sedan i sin tur 1971 uppgick i Ljungby kommun.
1 januari 2016 inrättades distriktet Agunnaryd, med samma omfattning som församlingen hade 1999/2000.  
Socknen har tillhört samma fögderier och domsagor som Sunnerbo härad. De indelta soldaterna tillhörde Kronobergs regemente, Allbo kompani.

## Geografi
Agunnaryds socken ligger norr om Möckeln. Socken är en skogsbygd, rik på mossar, kärr och sjöar, bland annat Agunnarydsjön invid kyrkbyn.

## Fornminnen
Flera hällkistor från stenåldern är kända liksom gravrösen från bronsåldern och järnåldersgravfält. Borglämningar finns vid Brånanäs (Agundas borg) och på Garpholmen söder om Rönnäs.

## Namnet
Namnet Agunnaryd (uttalas [agúnnaryd]) är känt från 1330-34 som Agundaryd. Det har in i sen tid lokalt uttalats águnatt, men idag är normaluttalet agúnnaryd. Namnet har troligen bildats till ett äldre namn på nuv. Agunnarydsjön, vars fornsvenska namn bör ha varit *Agunde, innehållande en form av det fornsvenska adjektivet avughe. dialektordet agg (= bakvänd, baklänges) och det fornsvenska substantivet unde (= sjö) Sjönamnet skulle därmed betyda "den motsträviga sjön". Ortnamnets efterled är ryd (=röjning). "Agunnaryd" betyder alltså "röjningen vid den motsträviga sjön"

## Övrigt
Bokstaven A i möbeltillverkaren Ikeas namn står för Agunnaryds socken. Namnet är uppbyggt av grundaren Ingvar Kamprads initialer, första bokstaven i gården han bodde på vid grundandet, Elmtaryd, samt första bokstaven i den socken gården låg i, Agunnaryd.

### Fotnoter
1. 1 2  Svensk Uppslagsbok Agunnaryds socken
2. 1 2  Harlén, Hans; Harlén Eivy (2003). Sverige från A till Ö: geografisk-historisk uppslagsbok. Stockholm: Kommentus. Libris 9337075. ISBN 91-7345-139-8
3. ↑  Administrativ historik för Agunnaryd socken (Klicka på församlingsposten). Källa: Nationella arkivdatabasen, Riksarkivet.
4. 1 2  Sjögren, Otto (1931). Sverige geografisk beskrivning del 2 Östergötlands, Jönköpings, Kronobergs, Kalmar och Gotlands län. Stockholm: Wahlström & Widstrand. Libris 9939
5. 1 2  Nationalencyklopedin
6. ↑  Fornlämningar, Statens historiska museum: Agunnaryds socken
7. ↑  Fornminnesregistret, Riksantikvarieämbetet: Agunnaryds socken Fornminnen i socknen erhålls på kartan genom att skriva in sockennamn (utan "socken") i "Ange geografiskt område"
8. ↑  Wahlberg, Svenskt ortnamnslexikon, 2003, s. 17: Jönsson, Ortnamnen i Kronobergs län 1989, s. 39.